# F (film)
F (także The Expelled) − brytyjski film fabularny z 2010 roku, napisany i wyreżyserowany przez Johannesa Robertsa. Opowiada historię ataku uzbrojonych uczniów na pracowników szkoły. Premiera projektu odbyła się w sierpniu 2010 podczas London FrightFest Film Festival.

## Obsada
- David Schofield − Robert Anderson
- Eliza Bennett − Kate Anderson
- Ruth Gemmell − Sarah Balham
- Juliet Aubrey − Helen Anderson
- Emma Cleasby − Lucy
- Finlay Robertson − James
- Roxanne McKee − Nicky Wright